# Soumračníkovití
Soumračníkovití (Hesperiidae) je čeleď motýlů, kterou popsal poprvé v roce 1809 francouzský entomolog Pierre André Latreille. Na celém světě se vyskytuje přibližně 3000 druhů, rozšířen je celosvětově vyjma Nového Zélandu. Areál rozšíření je vázán na otevřenou krajinu jako jsou stepi, pole či louky.
Čeleď soumračníkovitých se dále dělí na několik podčeledí:
- Pyrginae (Burmeister, 1878)
- Heteropterinae (Aurivillius, 1925)
- Hesperiinae (Latreille, 1809)
- Coeliadinae (Evans, 1937)
- Euschemoninae (Waterhouse & Lyell, 1914)
- Megathyminae (J. H. Comstock & A. B. Comstock, 1895)
- Pyrrhopyginae
- Trapezitinae (Waterhouse & Lyell, 1914)